# Tamás Sors
Tamás Sors (Pécs, 21 de diciembre de 1991) es un deportista húngaro que compitió en natación adaptada. Ganó ocho medallas en los Juegos Paralímpicos de Verano entre los años 2008 y 2016.

## Palmarés internacional
| Juegos Paralímpicos | Juegos Paralímpicos     | Juegos Paralímpicos | Juegos Paralímpicos |
| Año                 | Lugar                   | Medalla             | Prueba              |
| ------------------- | ----------------------- | ------------------- | ------------------- |
| 2008                | Pekín (China)           | Medalla de oro      | 100 m mariposa S9   |
| 2008                | Pekín (China)           | Medalla de bronce   | 100 m libre S9      |
| 2008                | Pekín (China)           | Medalla de bronce   | 400 m libre S9      |
| 2012                | Londres (Reino Unido)   | Medalla de oro      | 100 m mariposa S9   |
| 2012                | Londres (Reino Unido)   | Medalla de plata    | 400 m libre S9      |
| 2012                | Londres (Reino Unido)   | Medalla de bronce   | 100 m libre S9      |
| 2016                | Río de Janeiro (Brasil) | Medalla de plata    | 200 m estilos SM9   |
| 2016                | Río de Janeiro (Brasil) | Medalla de bronce   | 100 m mariposa S9   |